# Stenelmis exigua
Stenelmis exigua là một loài bọ cánh cứng trong họ Elmidae. Loài này được Sanderson miêu tả khoa học năm 1938.